# Callopora lata
Callopora lata is een mosdiertjessoort uit de familie van de Calloporidae. De wetenschappelijke naam van de soort is voor het eerst geldig gepubliceerd in 1907 door Kluge.